# Marstonia ogmorhaphe
Marstonia ogmorhaphe е вид коремоного от семейство Hydrobiidae.